# Henry Slade (ragbista)
Henry James Harvey Slade (19. března 1993, Plymouth) je anglický ragbista, jehož nejčastější pozice je tříčtvrtka. Hraje za anglický celek Exeter Chiefs. V roce 2024 byl zvolen nejlepším hráčem Premiership Rugby a se 155 body byl i nejproduktivnějším hráčem ligy v této sezoně.
V sezoně 2011/12 odehrál 11 zápasů za Plymouth Albion. Od následující sezony hraje za Exeter Chiefs. V roce 2017 a 2020 se stal vítězem anglické ligy, ve druhém případě vyhrál s klubem i Evropský pohár mistrů. V sezoně 2013/14 s klubem zvítězil ve Anglo–Velšském poháru.
S anglickou reprezentací vyhrál MS do dvaceti let (2013). Premiéru za seniorskou reprezentaci zažil v srpnu 2015 proti Francii. První pětku za Anglii položil na MS 2015 Uruguayi. Na MS 2019 postoupil s Anglií do finále, kde podlehli Jihoafrické republice. V roce 2020 vyhrál Six Nations.
Má cukrovkou prvního typu. Trpí obsedantně kompulzivní poruchou.